# Pandalopsis lucidirimicola
Pandalopsis lucidirimicola är en kräftdjursart som beskrevs av Jensen 1998. Pandalopsis lucidirimicola ingår i släktet Pandalopsis och familjen Pandalidae. Inga underarter finns listade i Catalogue of Life.